# Problemas ambientales en Yemen
Ubicado en Asia Occidental, los problemas ambientales de Yemen se centran principalmente en la escasez de agua, la contaminación ambiental y el cambio climático. El Programa Nacional de las Naciones Unidas para el Desarrollo informó en 2023 que años de crisis humanitarias y de desarrollo socavan el desarrollo socioeconómico y empeoran las condiciones ambientales. Un informe reciente clasificó a Yemen en el puesto 163 de 166 países en términos de progreso hacia el cumplimiento de los Objetivos de Desarrollo Sostenible.
Yemen ha firmado varios acuerdos internacionales: el Protocolo de Montreal, la Convención Marco de las Naciones Unidas sobre el Cambio Climático (CMNUCC), el Convenio de Estocolmo sobre contaminantes orgánicos persistentes, la Convención de Viena para la protección de la capa de ozono, el Protocolo de Kioto, el Acuerdo de Responsabilidad Civil por Daños Debidos a la Contaminación por Hidrocarburos y el Acuerdo de París.

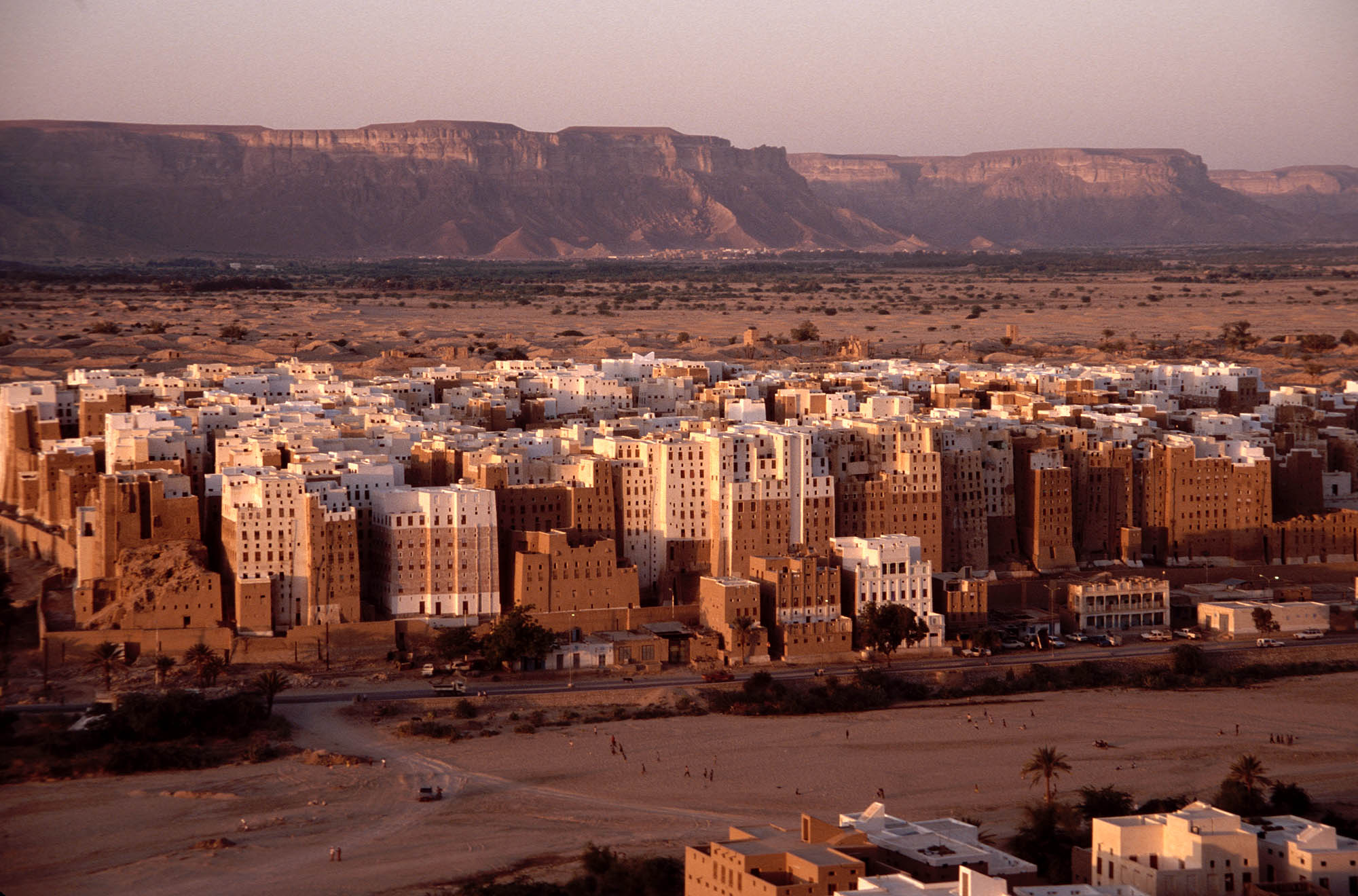
Shibam Wadi Hadhramaut Yemen

## Geografía de Yemen

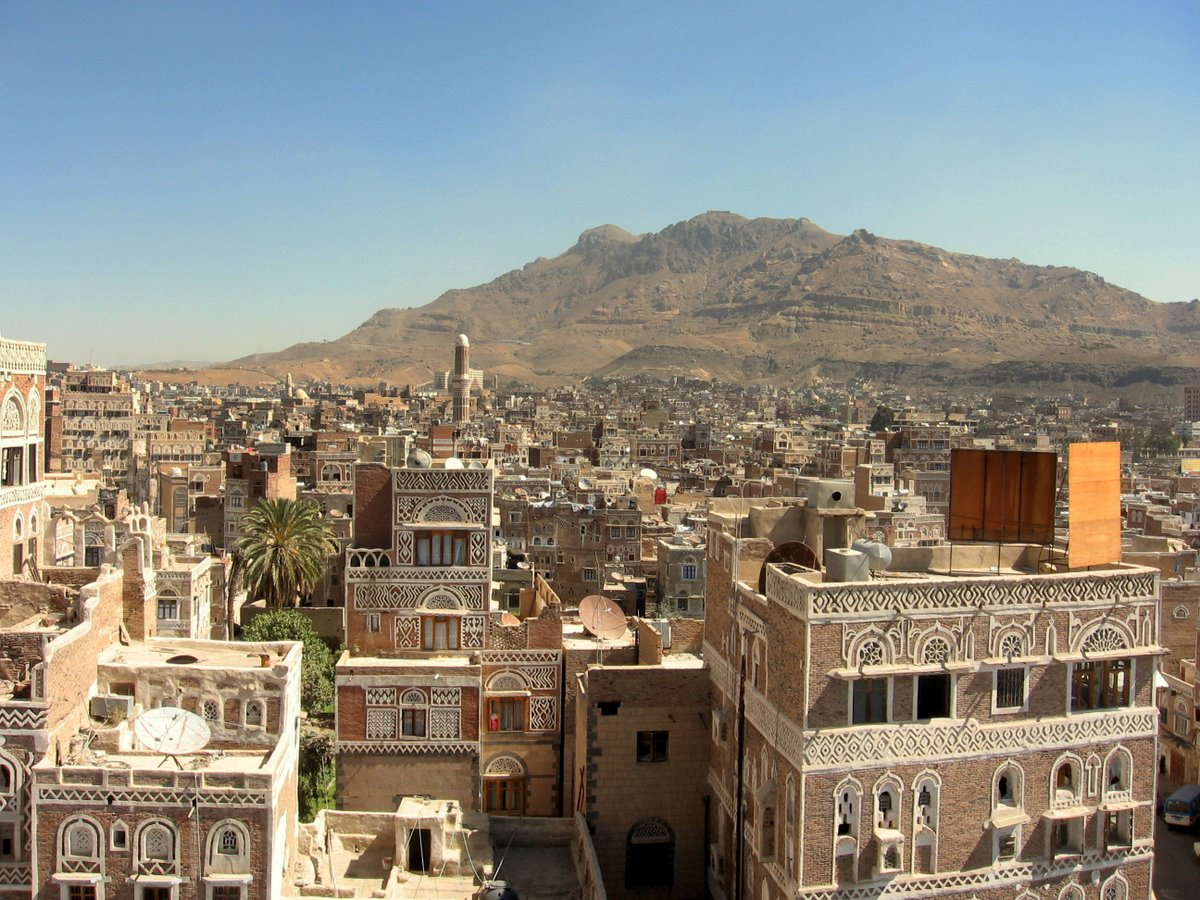
La ciudad de Saná.

La geografía de Yemen se define por su terreno montañoso. A pesar de que el 57% de su superficie terrestre es desértica, Yemen cuenta con numerosos ecosistemas y hábitats . Manglares costeros, matorrales y dunas, desde las llanuras costeras hasta los desiertos orientales, abarcan el 40% del territorio yemení. Las cordilleras crean una diversidad de climas y paisajes. Aproximadamente el 3% de la tierra es cultivable, lo que proporciona una rica variedad de hábitats naturales, especies y diversidad genética, incluyendo numerosas especies endémicas. 
Además de su diversa geología terrestre, Yemen alberga 2500 km de costa, con elementos que van desde arrecifes de coral hasta costas rocosas y arenosas. Dependiendo de factores como la altitud en las tierras altas o la distancia al mar en las zonas costeras, en invierno, las temperaturas en las tierras altas pueden descender por debajo de los 15 °C y alcanzar los 25 °C en verano. En las zonas costeras, estas temperaturas oscilan entre los 22,5 °C en invierno y los 35 °C en verano, respectivamente. De 1991 a 2020, la precipitación media fue de 190,01 milímetros, aunque cabe destacar que tiende a disminuir de oeste a este, y las zonas centrales reciben cantidades relativamente bajas de precipitación, dependiendo de la altitud y la época del año.

## Cambio climático

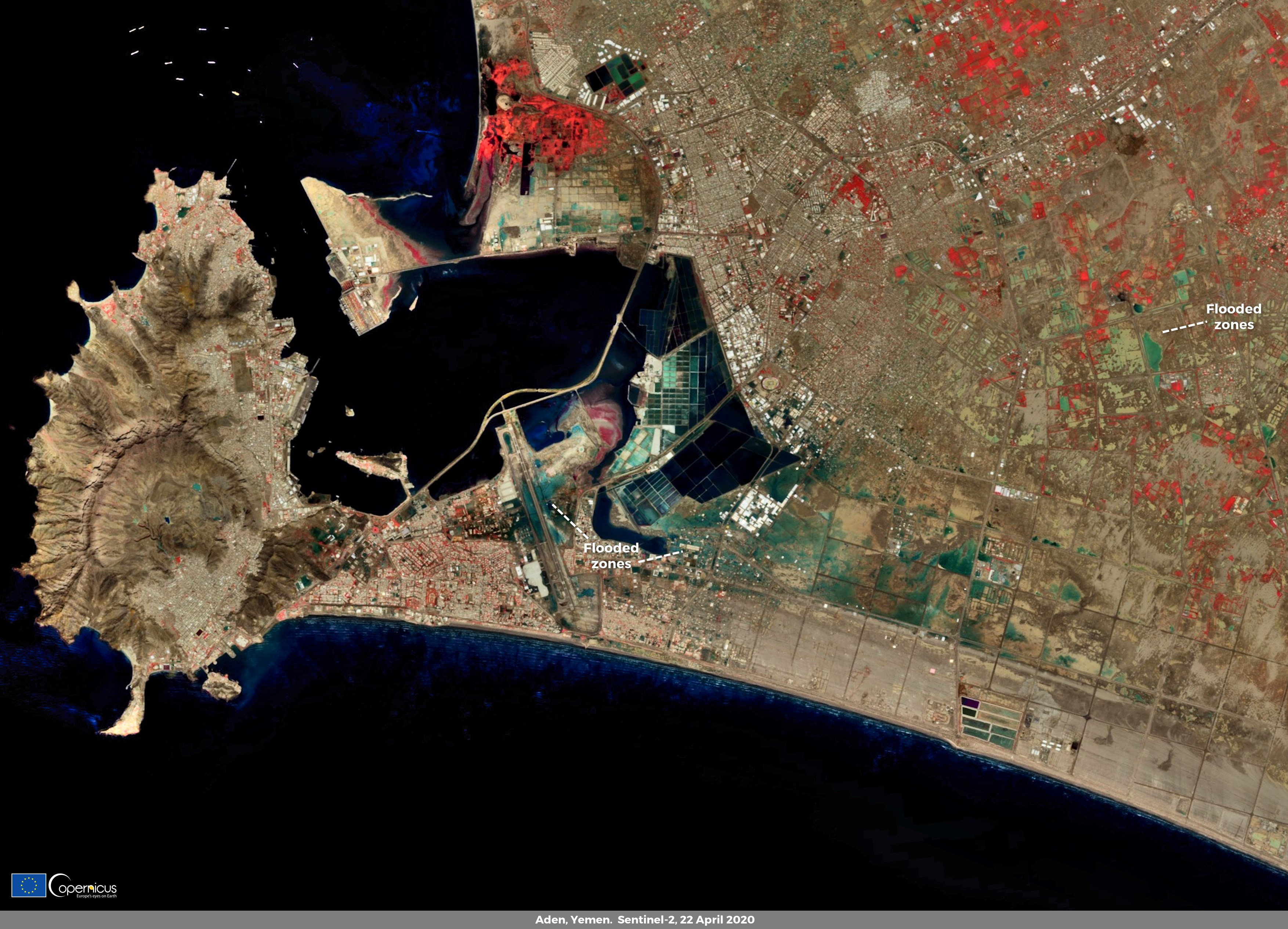
Impacto de las inundaciones de Yemen de 2020.

Yemen es altamente vulnerable a sequías, inundaciones extremas, plagas, brotes repentinos de enfermedades, cambios en los patrones de lluvia, aumento de la frecuencia o severidad de las tormentas y aumento del nivel del mar, a pesar de ser uno de los países con menores emisiones de GEI del mundo. Es el 22.º país más vulnerable y el 12.º menos preparado para responder a los efectos del cambio climático.
De hecho, el Programa Mundial de las Naciones Unidas para el Desarrollo informó en 2023 que las temperaturas en Yemen han estado aumentando durante al menos seis décadas y se espera que sigan calentándose hasta 2050. Un informe reciente clasificó a Yemen en el puesto 163 de 166 países en términos de progreso para cumplir los Objetivos de Desarrollo Sostenible.
La economía de Yemen se basa en la agricultura y la ganadería a pequeña escala, y su agricultura es muy vulnerable al cambio climático. Más del 75 % de la población yemení se dedica a la agricultura y el pastoreo en zonas rurales, dependiendo de las condiciones climáticas favorables para su sustento económico.
Uno de los sectores más afectados por el cambio climático es la apicultura. Desde el siglo X a. C., la apicultura y la producción de miel son una práctica ancestral en Yemen y, al depender de factores climáticos y ambientales, ahora altamente vulnerables al cambio climático, producen una de las mieles más finas y caras del mundo. El cambio climático y el conflicto en Yemen ponen en peligro el sustento de 100.000 familias dedicadas a la apicultura yemení. Valorada en 500 millones de dólares anuales, las frecuentes inundaciones, el clima extremo y la creciente urbanización degradan los pastos para las abejas y dañan las colmenas, lo que podría provocar una disminución del 30 % en la producción de miel. Muchos apicultores, como Laila Sinan de Saná, luchan por mantener a sus abejas, alimentándolas artificialmente debido al rigor del clima.
La ganadería es un medio de vida fundamental para muchos yemeníes, ya que casi el 70% de los hogares participan en el sector y alrededor del 25% depende de la venta de productos ganaderos como fuente principal o secundaria de ingresos. Sin embargo, el cambio climático plantea amenazas significativas para esta industria vital. El aumento de las temperaturas incrementa el riesgo de enfermedades que afectan la salud del ganado, mientras que la degradación ambiental y la desertificación están reduciendo la disponibilidad de tierras de pastoreo. Además, desastres naturales como las inundaciones pueden provocar la pérdida directa de ganado, desestabilizando aún más los medios de vida y la seguridad alimentaria en las regiones afectadas. Estos desafíos resaltan la urgente necesidad de una gestión ambiental sostenible para proteger las economías agrícolas y pastoriles de Yemen.
Las inundaciones se han convertido en un importante desafío ambiental y humanitario en Yemen, agravando las dificultades de una población ya agobiada por el conflicto. En los últimos años, las inundaciones han cobrado la vida de cientos de yemeníes y afectado a cientos de miles más, incluyendo a muchos que ya estaban desplazados o eran vulnerables debido al conflicto en curso. Estos desastres naturales no solo causan pérdidas directas de vidas, sino que también destruyen hogares, infraestructura y medios de vida, lo que agrava los desafíos que enfrentan las comunidades afectadas. Estos desastres naturales no solo destruyen hogares y medios de vida, sino que también crean condiciones propicias para la propagación de enfermedades como el dengue, que ha aumentado en las zonas afectadas por las inundaciones. El agua estancada dejada por las inundaciones proporciona un caldo de cultivo para mosquitos portadores de enfermedades, lo que intensifica los riesgos para la salud de las comunidades ya vulnerables.

## Guerra y crisis humanitarias
Yemen se enfrenta a una de las mayores crisis humanitarias del mundo. El conflicto en Yemen se ha convertido en una grave crisis humanitaria, con más de 23,4 millones de personas, incluidos 12,9 millones de niños, necesitando asistencia. Las tasas de desnutrición se han disparado, con alrededor de 2,2 millones de niños con desnutrición aguda y casi 500 000 niños con desnutrición severa. El acceso al agua potable, el saneamiento y la atención médica se ha deteriorado, lo que ha provocado la propagación de enfermedades prevenibles como el cólera. La educación también se ha visto afectada, con más de 2 millones de niños sin escolarizar debido a los daños en la infraestructura y la inseguridad, lo que afecta gravemente a las futuras generaciones de Yemen.

## Problemas del agua
Los problemas del agua en Yemen se basan en dos aspectos: la escasez de agua y la calidad del agua.

Yemen es el sexto país con mayor estrés hídrico a nivel mundial.

Yemen ha sufrido una grave escasez de agua debido al clima, la mala gestión hídrica y el crecimiento demográfico. Si bien se prevé que sus recursos hídricos se agoten en 2017, la capital, Saná, aún no se ha quedado sin agua, pero sigue lidiando con una escasez crítica, perdiendo entre cuatro y seis metros de agua subterránea al año. Como resultado, los residentes se ven obligados a buscar fuentes de agua alternativas. El conflicto en curso ha agravado la situación, con más de 16 millones de yemeníes sin acceso a agua potable debido a los daños en la infraestructura y al acceso limitado al agua potable, lo que afecta a más del 30% de la población.

### El impacto de los conflictos y los conflictos humanitarios
La prolongada guerra en Yemen ha destruido la infraestructura hídrica del país, agravando la contaminación y la escasez. Millones de personas tienen menos acceso a agua potable debido a los ataques a las instalaciones hídricas por parte de ambos bandos. Se han documentado más de 1,9 millones de casos probables de cólera desde 2017 como consecuencia de la devastación de los sistemas de saneamiento. El desplazamiento relacionado con el conflicto también ha aumentado la presión sobre el limitado suministro de agua de las comunidades de acogida.

### Impacto de la agricultura en la calidad del agua
Mientras que el promedio mundial del impacto agrícola en la extracción de agua es del 70%, en Yemen, la agricultura representa el 90-95% de la extracción de agua. El qat (Catha edulis, té de los bosquimanos) , una planta narcótica suave con un alto valor de mercado, consume más del 40% de los recursos hídricos renovables de Yemen y más de una cuarta parte (32%) de todas las aguas subterráneas del país, y tarda 5 años en crecer. La producción de qat también utiliza más de 80 pesticidas diferentes para aumentar los rendimientos y preservar la frescura, aunque es probable que los efectos en las aguas subterráneas sean significativos pero actualmente desconocidos y poco estudiados. La sobreproducción de qat, un cultivo comercial no nutritivo, empeora la inseguridad alimentaria y sobrecarga los sistemas de agua. La dependencia excesiva y la sobreproducción de qat exacerban la inseguridad hídrica en Yemen, lo que contribuye directamente a las crisis humanitarias del país. 17,8 millones de personas carecen de acceso a agua potable y servicios de saneamiento adecuados en Yemen, lo que obliga a millones de ellas, incluidas mujeres y niños, a caminar kilómetros para encontrar agua. Para facilitar la transición de los agricultores yemeníes hacia una producción alimentaria más sostenible, la transición al café destaca el potencial de reducir el consumo de agua y, al mismo tiempo, impulsar las oportunidades económicas. La tradición cafetera de Yemen, principalmente su café moca, presenta una solución viable para conservar los recursos hídricos y mitigar la presión agrícola sobre el medio ambiente. Sin embargo, este cambio requiere superar las barreras culturales y económicas profundamente arraigadas en la importancia social del qat.
Una combinación de factores, como los daños a la infraestructura de agua y saneamiento, y la crisis humanitaria en curso derivada del prolongado conflicto, han provocado un brote de cólera, uno de los peores de la historia moderna, que ha afectado a más de 2,5 millones de personas y ha causado la pérdida de miles de vidas desde 2016. La falta de servicios de salud adecuados ha agravado aún más la crisis, ya que los hospitales y las clínicas tienen dificultades para gestionar la gran cantidad de casos. Para apoyar las labores de socorro, la Organización Mundial de la Salud (OMS) y el Centro de Ayuda Humanitaria y Socorro Rey Salman (KSrelief) han iniciado proyectos para rehabilitar la infraestructura hídrica, mejorar el acceso al agua potable y promover prácticas de higiene para reducir el riesgo de transmisión del cólera. Si bien estas intervenciones han mitigado algunos impactos, el brote pone de relieve los desafíos ambientales más amplios de Yemen, en particular los relacionados con la escasez de agua y la degradación de la infraestructura.

### Problemas de salud
Las enfermedades transmitidas por el agua, como el cólera , la hepatitis A y la fiebre tifoidea , plantean importantes desafíos de salud pública para Yemen. La falta de acceso a agua potable e instalaciones sanitarias adecuadas ha sido un factor clave en la propagación de estas enfermedades. En 2023, aproximadamente 15,3 millones de yemeníes corrían el riesgo de contraer enfermedades transmitidas por el agua debido a la insuficiencia de los servicios de agua, saneamiento e higiene (WASH).
La contaminación ambiental agrava aún más la propagación de enfermedades derivadas de los problemas de calidad del agua. Estudios han demostrado que el lixiviado del vertedero lbb contiene altas concentraciones de contaminantes, incluyendo metales pesados, que superan los límites permisibles establecidos por el Ministerio de Agua y Medio Ambiente de Yemen. Este lixiviado representa un riesgo significativo para las aguas subterráneas, superficiales y la calidad del suelo en la región. La contaminación de las fuentes de agua por lixiviado de vertederos contribuye a la proliferación de enfermedades transmitidas por el agua, lo que pone de relieve la urgente necesidad de mejorar la gestión de residuos y las medidas de protección ambiental en Yemen.

## Contaminación

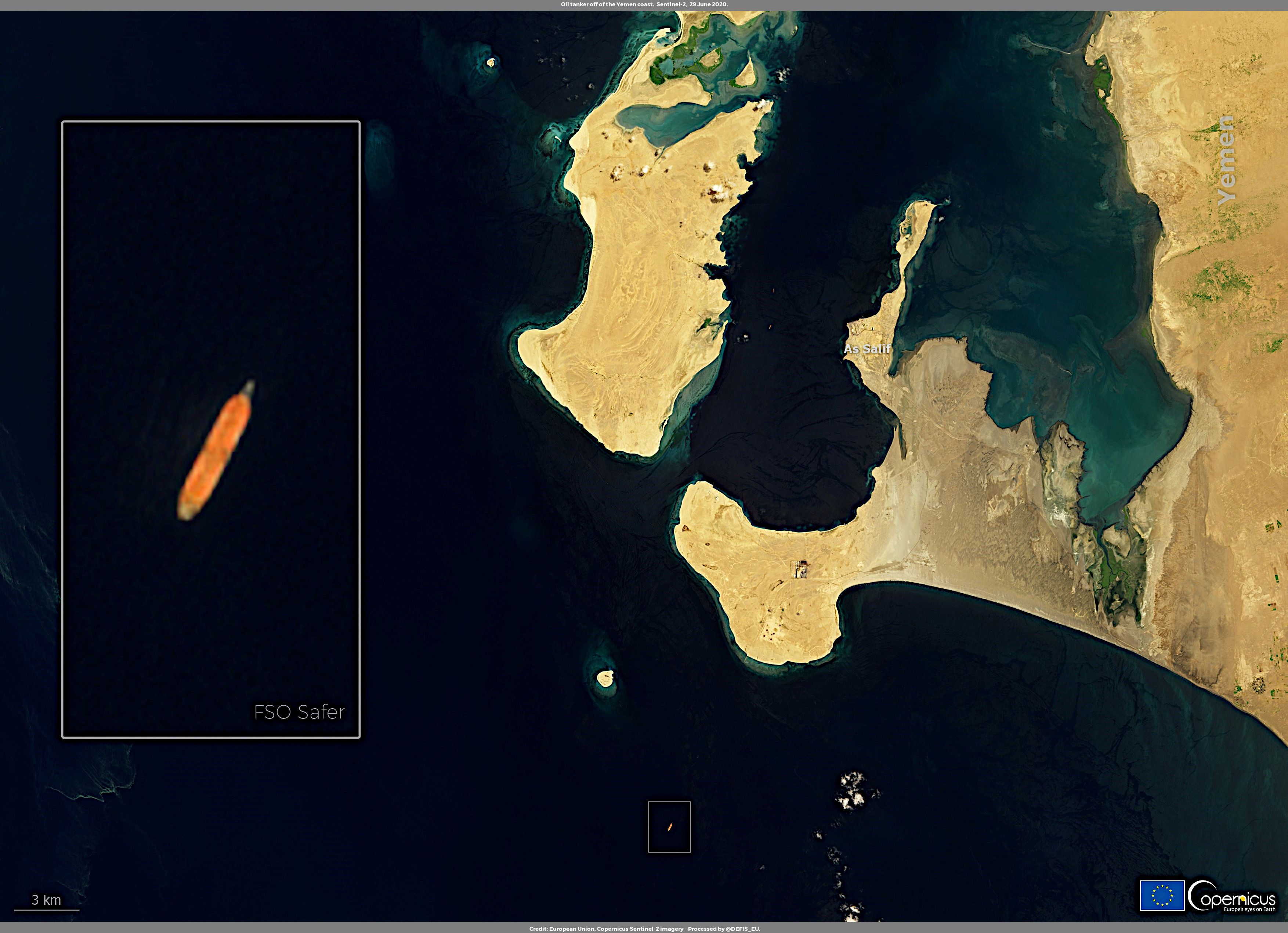
El petrolero FSO Safer frente a las costas de Yemen.

El FSO Safer, un petrolero en deterioro anclado frente a la costa yemení del Mar Rojo, representa una amenaza ambiental significativa debido a su potencial para causar un derrame masivo de petróleo. El buque tiene una capacidad de aproximadamente 150.000 toneladas de crudo, pero su estructura es frágil debido al abandono prolongado y al conflicto en curso. Un derrame de petróleo del Safer podría devastar los ecosistemas marinos, la pesca y las comunidades costeras, agravando la crisis humanitaria de Yemen. Las restricciones de acceso y los problemas de seguridad han obstaculizado los esfuerzos internacionales para abordar la situación, lo que pone de relieve la compleja interacción entre los riesgos ambientales y la inestabilidad geopolítica en la región. 

## Política
El sector de agua y saneamiento de Yemen enfrenta importantes desafíos debido al conflicto, los daños a la infraestructura y la escasez de recursos. Las reformas introducidas en el marco del Programa Nacional de Estrategia e Inversión del Sector Hídrico en 2004 buscaban descentralizar, corporativizar y comercializar los servicios de agua, con la participación del sector privado para mejorar la eficiencia y la prestación del servicio. Sin embargo, el conflicto que persiste desde 2015 ha obstaculizado gravemente el progreso, dejando a millones de personas sin acceso fiable a agua potable. Entre las iniciativas recientes se incluyen el empoderamiento de las empresas locales de agua y saneamiento, la rehabilitación de la infraestructura dañada y la revisión de las políticas para la gestión sostenible del agua.
Para combatir la propagación de enfermedades transmitidas por el agua, como el brote de cólera, las organizaciones humanitarias han logrado avances significativos en la mejora de la calidad y el acceso al agua. La Fundación para el Socorro y la Reconstrucción de Yemen ha distribuido miles de filtros de agua a personas y comunidades desplazadas, garantizando así el acceso a agua potable.  UNICEF ha implementado pozos alimentados con energía solar e iniciativas de purificación, brindando soluciones sostenibles para el suministro de agua en zonas desfavorecidas. Además, la Organización Mundial de la Salud (OMS), en colaboración con KSrelief, ha priorizado la mejora de la infraestructura hídrica, la cloración del suministro de agua y la realización de campañas de concienciación para prevenir la propagación del cólera.

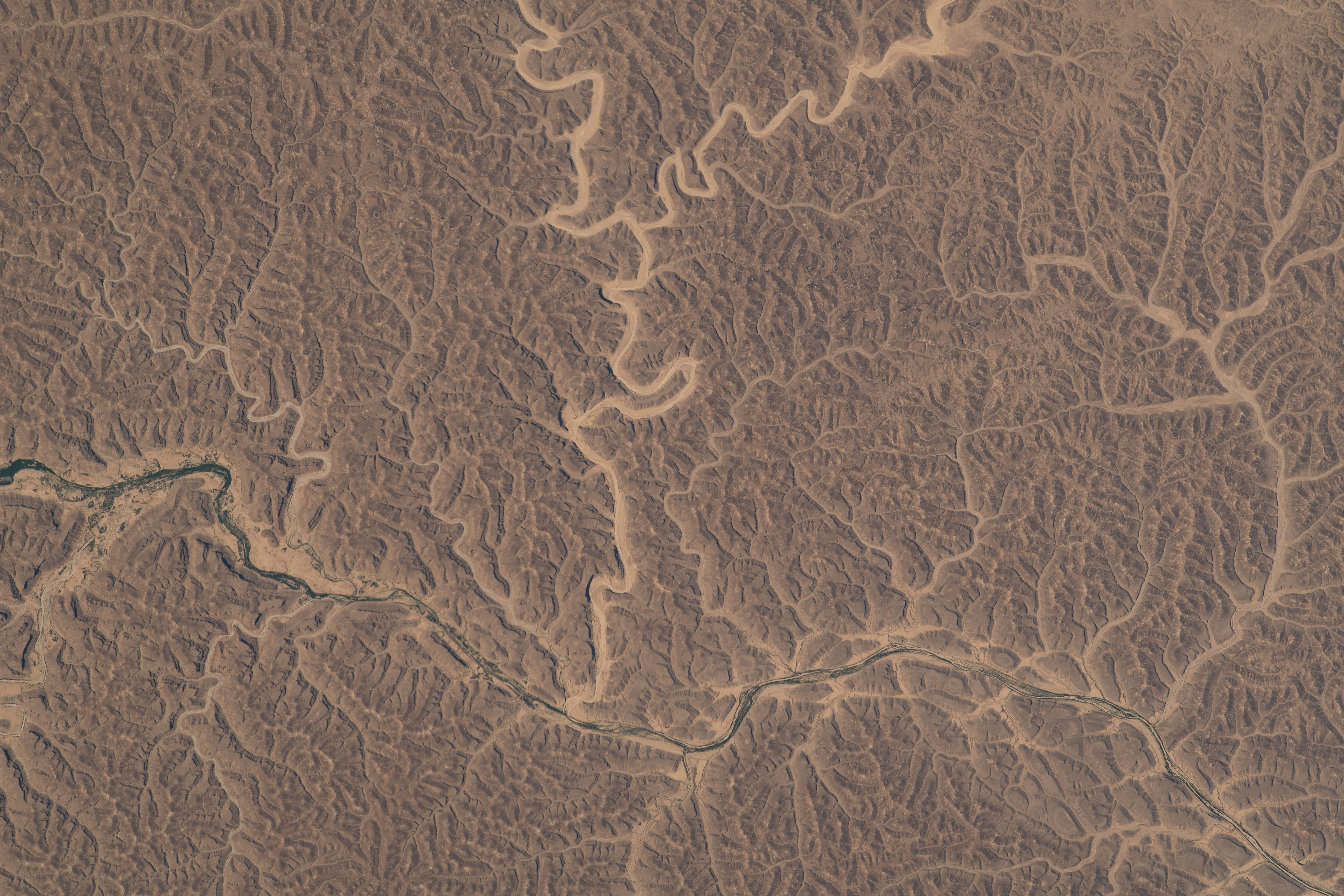
Wadis in the desert ecosystems of Yemen

## Desertificación
El pastoreo excesivo de pastizales es un problema grave. La erosión del suelo y la desertificación también constituyen peligros en Yemen. Las tierras agrícolas en Yemen están sujetas a diversos grados de degradación y disminución de la productividad del suelo. La desertificación amenaza en gran medida la base de recursos naturales.
Según el informe del Programa Mundial de las Naciones Unidas para el Desarrollo sobre el cambio climático en Yemen, la desertificación es un grave problema ambiental agravado por el cambio climático y las actividades humanas. El país se enfrenta a graves sequías, precipitaciones impredecibles y temperaturas más altas, todo lo cual contribuye a la degradación de las tierras áridas y semiáridas que constituyen más del 90% de su territorio. Esta pérdida de tierras cultivables afecta la productividad agrícola, agrava la escasez de agua y aumenta la inseguridad alimentaria. El proceso de desertificación en curso también sobrecarga los ya limitados recursos de Yemen, lo que alimenta el conflicto y la inestabilidad social. Los esfuerzos para abordar este desafío se centran en la adaptación climática y la gestión sostenible de los recursos para impulsar el desarrollo humano a largo plazo.

### Acciones para combatir la desertificación
El enfoque de Yemen para combatir la desertificación se centra en la protección de sus tierras agrícolas y la optimización de sus escasos recursos hídricos. Las estrategias clave incluyen la reforestación y la conservación del suelo, con el objetivo de mejorar la productividad de la tierra a largo plazo. Un enfoque colaborativo empodera a las comunidades locales para que se conviertan en guardianes de la tierra, integrando sus conocimientos en prácticas sostenibles. Cabe destacar el énfasis en la educación ambiental, que subraya la necesidad de concienciar a la población para crear paisajes resilientes. Estas iniciativas se alinean con las alianzas regionales, reflejando un esfuerzo conjunto para contrarrestar el impacto de la desertificación en los ecosistemas vulnerables de Yemen.

### Inseguridad alimentaria
La desertificación en Yemen socava significativamente la seguridad alimentaria al reducir la cantidad de tierra cultivable disponible, lo que a su vez reduce el rendimiento de los cultivos. A medida que la calidad del suelo se deteriora y el agua escasea, los agricultores tienen dificultades para mantener la producción, lo que deja a la población más vulnerable al hambre y la desnutrición. Este ciclo de degradación de la tierra y reducción de la productividad agrava la inseguridad alimentaria de Yemen, lo que representa una grave amenaza para sus comunidades, ya de por sí vulnerables.

## Gestión de residuos
El sistema de gestión de residuos de Yemen enfrenta graves limitaciones debido al prolongado conflicto, la inestabilidad económica y la escasez de recursos. Los Fondos de Limpieza y Mejora de las Ciudades (CCIF), responsables de los servicios de gestión de residuos, tienen una capacidad operativa limitada y escasez de financiación. Estos servicios en Yemen llevan años en funcionamiento, pero han enfrentado dificultades que han dificultado la capacidad de los proveedores locales de servicios para mantener y ampliar la recolección de residuos. Los riesgos para la salud pública han aumentado y han afectado a las comunidades más vulnerables de Yemen.
Estos desafíos han dado lugar a problemas como residuos no recogidos y vertederos sin gestionar. (CITE) En respuesta, iniciativas como las de la Alianza Mundial para Enfoques Basados en Resultados (GPRBA) están ayudando a mejorar la infraestructura de gestión de residuos en ciudades clave como Saná y Adén, proporcionando el equipo necesario y fomentando la inclusión de género en los roles técnicos.

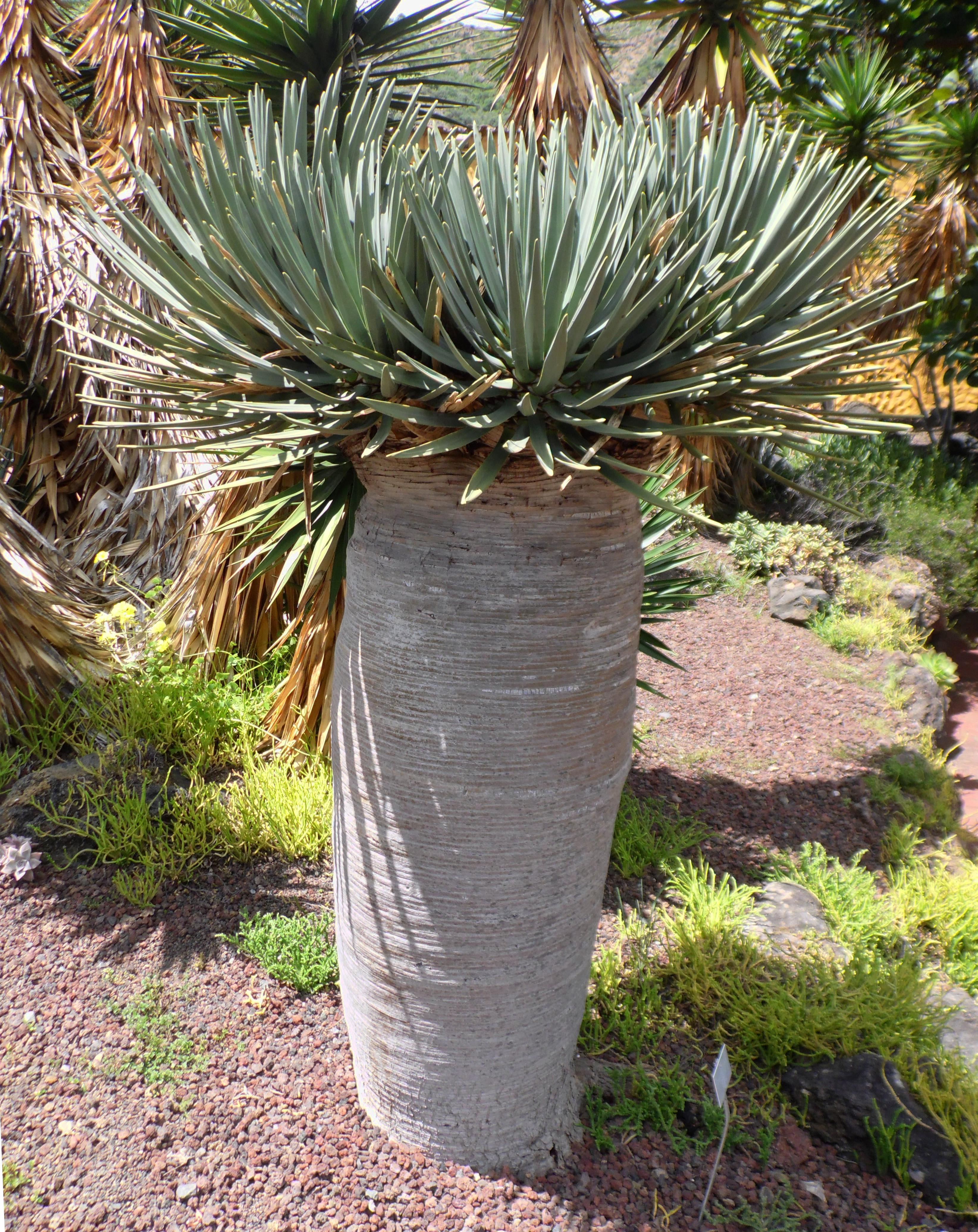
Dracaena cinnabari (o Árbol de Sangre de Dragón), una planta endémica de Yemen.

## Biodiversidad
Los ecosistemas y la biodiversidad de Yemen se encuentran gravemente amenazados debido al cambio climático, la degradación ambiental y los persistentes problemas sociopolíticos. El país alberga especies únicas, por lo que la conservación es crucial para proteger su biodiversidad. Sin embargo, presiones crecientes como la pérdida de hábitat, el uso insostenible de los recursos y el cambio climático dificultan cada vez más la conservación de los recursos naturales de Yemen.
Las iniciativas, incluida la Estrategia y Plan de Acción Nacional sobre Biodiversidad (EPANB), se centran en la creación de áreas protegidas, la conservación de la biodiversidad agrícola y el fomento de prácticas sostenibles. Con el apoyo de organizaciones internacionales como el Programa de las Naciones Unidas para el Desarrollo (PNUD) y el Fondo para el Medio Ambiente Mundial (FMAM), Yemen busca fortalecer las iniciativas locales de conservación y gestionar los recursos naturales de forma más sostenible.

## Objetivos de Desarrollo Sostenible
El gobierno yemení se enfrenta a problemas críticos, como la escasez de agua, la disminución de las reservas de petróleo y la inestabilidad política. Su Evaluación Nacional de Desarrollo Sostenible (EDS) hace hincapié en la alineación de los objetivos sociales y ambientales con el crecimiento económico, el progreso social y el uso eficiente de los recursos. Los Objetivos de Desarrollo del Milenio (ODM) ayudaron a Yemen a avanzar en la reducción de la pobreza, la educación y la atención médica. Basándose en los ODM, los Objetivos de Desarrollo Sostenible (ODS) de Yemen se centran en la acción climática, las energías renovables y la agricultura sostenible para fortalecer la resiliencia y ampliar el acceso a los servicios esenciales, especialmente en el contexto de los desafíos humanitarios actuales.